# Biskupi New Ulm
Biskupi New Ulm – biskupi diecezjalni diecezji New Ulm.

## Biskupi

### Biskupi diecezjalni
| Lata urzędowania | Biskup | Biskup                      | Uwagi |
| ---------------- | ------ | --------------------------- | --- |
| 1957–1975        |        | Alphonse James Schladweiler | |
| 1975–2000        |        | Raymond Alphonse Lucker     | |
| 2001–2007        |        | John Nienstedt              | administrator apostolski sede vacante w latach 2007–2008, następnie koadiutor archidiecezji Saint Paul i Minneapolis, późniejszy arbiskup metropolita Saint Paul i Minneapolis |
| 2008–2020        |        | John LeVoir                 | |
| od 2022          |        | Chad Zielinski              | |